# Russisch honkbalteam

De Russische vlag.

Het Russisch honkbalteam is het nationale honkbalteam van Rusland. Het team vertegenwoordigt het land tijdens internationale wedstrijden.
Het Russisch honkbalteam sloot zich in 1992 aan bij de Europese Honkbalfederatie (CEB), de continentale bond voor Europa van de IBAF. 

## Kampioenschappen

### Wereldkampioenschappen
Rusland nam driemaal deel aan de wereldkampioenschappen honkbal. De dertiende plaats (in 2001 en 2003) is de hoogst behaalde klassering.
| Editie    | 1998 | 2001 | 2003 |
| Prestatie | 16e  | 13e  | 13e  |

### Europees kampioenschap
Rusland nam dertien keer deel aan het Europees kampioenschap honkbal. De tweede plaats in 2001 is de hoogst behaalde eindklassering.
| Editie    | 1991 | 1993 | 1995 | 1997 | 1999 | 2001   | 2003 | 2005 | 2007 | 2012 | 2014 | 2016 | 2021 |
| Prestatie | 6e   | 8e   | 8e   | 4e   | 4e   | Zilver | 8e   | 11e  | 10e  | 12e  | 8e   | 12e  | 10e  |

### Intercontinental Cup
Rusland nam eenmaal deel aan de Intercontinental Cup. Hier werd de negende plaats behaald.
| Editie    | 1991 |
| Prestatie | 9e   |